# Галерейные леса

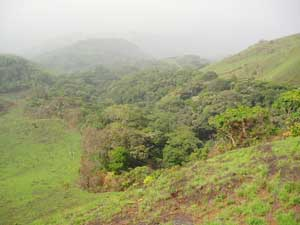
Галерейный лес в Гвинее.

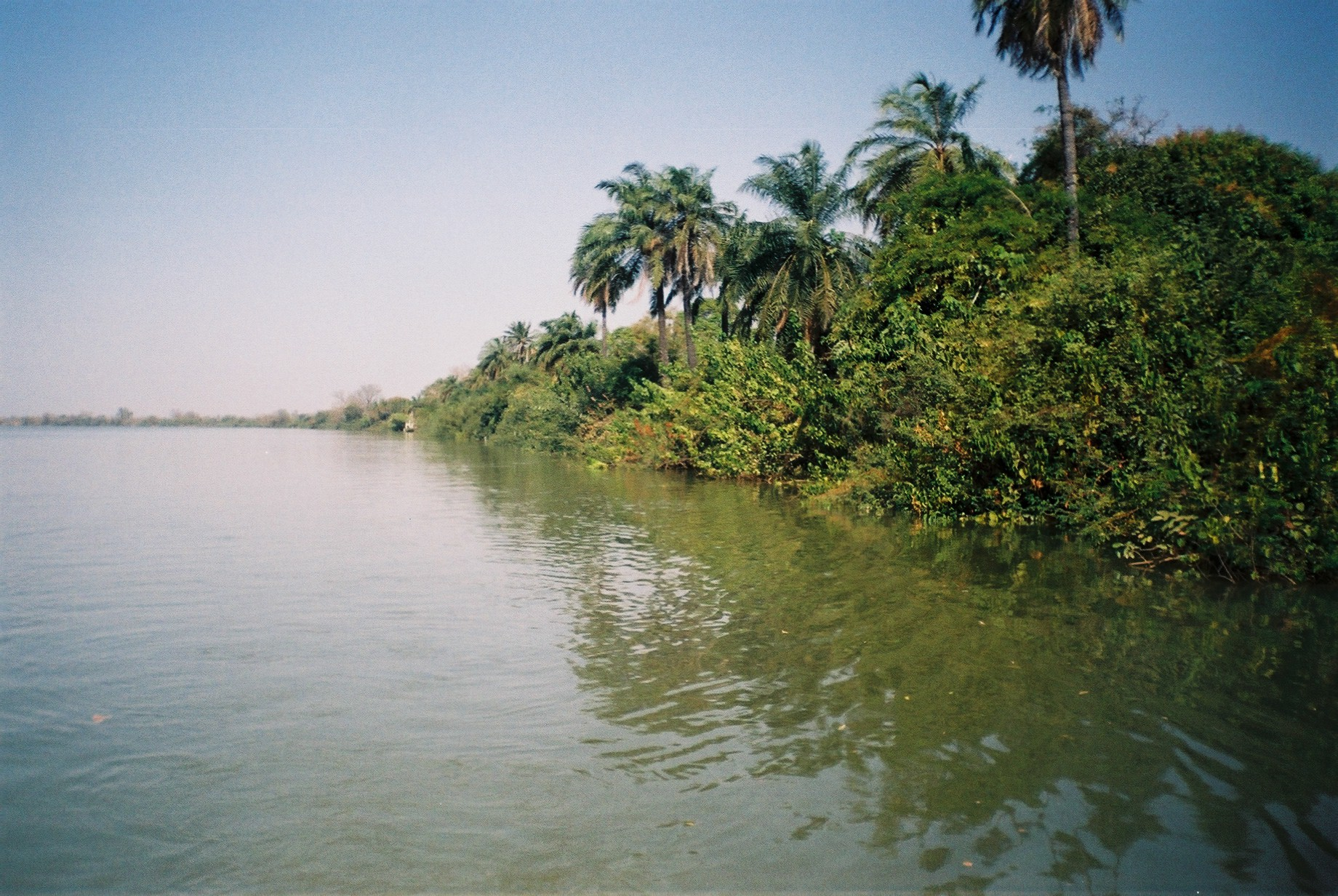
Тропический галерейный лес у берега Гамбии.

Галере́йные леса́ — леса, расположенные узкими полосами вдоль рек, текущих среди безлесных пространств в засушливых областях саванн, лесостепей, степей, полупустынь и пустынь. В Средней и Центральной Азии такие леса называют тугаями.
В формировании галерейных лесов основную роль играет не температура воздуха, а влажность: достаточное увлажнение позволяет здесь жить обитателям более влажных зон. Галерейные леса существуют и в тундре, в частности на Чукотке или Аляске. Здесь развитию деревьев благоприятствует отепляющее действие рек, текущих из более тёплых областей.